# Adriana Correa
Adriana Lucía Correa (* 24. Februar 1969 in Bugalagrande, Valle del Cauca) ist eine ehemalige kolumbianische Fußballschiedsrichterin.
Correa leitete Spiele im kolumbianischen Vereinsfußball der Frauen sowie auch bei den Herren. Darüber hinaus stand sie ab 1999 auf der Liste der FIFA-Schiedsrichter und leitete internationale Fußballspiele.
Bei der Weltmeisterschaft 2007 in China leitete Correa zwei Partien in der Gruppenphase. Bei der Südamerikameisterschaft 2010 in Ecuador pfiff sie ebenfalls zwei Gruppenspiele.
Correa hat einen Sohn und arbeitet als orthopädische Managerin in Manizales. Sie kritisierte den kolumbianischen Fußballverband (FCF) für Machismo und fehlende Berücksichtigung auf nationaler Ebene aufgrund ihres Geschlechts.